# NGC 259
NGC 259 là một thiên hà xoắn ốc nằm trong chòm sao Kình Ngư. Nó được phát hiện bởi William Herschel vào năm 1786.